# Daniel Plaza
Daniel Plaza (Daniel Plaza Montero; * 3. Juli 1966 in Barcelona) ist ein spanischer Geher und Olympiasieger.
Er gewann eine Silbermedaille bei den Europameisterschaften 1990 im 20-km-Gehen und eine Bronzemedaille bei den Weltmeisterschaften 1993 in Stuttgart.
Bei den Olympischen Spielen 1992 in Barcelona gewann er über 20 Kilometer die Goldmedaille, vor dem Kanadier Guillaume LeBlanc (Silber) und dem Italiener Giovanni De Benedictis (Bronze).